# 弱毒生インフルエンザワクチン
弱毒生インフルエンザワクチン（Live attenuated influenza vaccine, LAIV）とは鼻腔内に噴射する形で接種する弱毒化ウイルスの形を取る、インフルエンザワクチンである。商品名はフルミスト (FluMist)、フルエンズ（Fluenz）。
弱毒化したインフルエンザウイルスを直接鼻腔内に噴霧することで、インフルエンザ疑似感染状態をつくり免疫を誘導する。また低温馴化（後述）されており低温でなければ効果的に増殖できないため、鼻腔内で増殖に手間取っている間に免疫される。
米国予防接種諮問委員会（ACIP）は、2016-2017年、2017-2018年のシーズンに無効であるため、鼻スプレーワクチンを使用しない様に勧告したが、2018-2019年から使用中止を取り下げ推奨とした。しかし有効性についてのデータはない。

## 効能
通常インフルエンザウイルスは鼻腔から侵入するので、その場所に直接免疫をつける。鼻腔内において分泌型IgAを誘導することで、インフルエンザウイルスの侵入そのものを阻害できる。さらに全身の粘膜へ分泌型IgA抗体の誘導し、防御するまた、自然感染に近いため、CD8陽性T細胞を誘導することにより、ウイルス株が違っていても、重症化を防ぐ可能性がある。

## 特徴
FluMist Quadrivalentのインフルエンザ株は、
1. 低温馴化 (CA: cold-adapted)
摂氏25度で効率的に複製するウイルス株である（この温度では、野生株ウイルスの複製は制限される）。
2. 温度感受性化 (TS: temperature-sensitive)
多くの野生株ウイルスが効率的に複製できる温度（B型ウイルスにおいては、摂氏37度、A型ウイルスにおいては、39度）ではこのウイルスの複製が制限を受ける。
3. 弱体化 (ATT: attenuated)
ヒト-インフルエンザ感染モデルであるフェレットにおいて、古典的インフルエンザ様症状を発症させない。

という処理がなされている。
このウイルス株は臨床試験において、ウイルスが先祖がえりして病原性を回復する事は無かった。

## 低温馴化
弱体化ウイルスを選別し培養する過程で徐々に温度を低下させ、摂氏25度で効率的に増殖出来る株を選別する。通常、低温馴化する過程で、病原性はさらに低下する。

## 再集合化
これらのウイルスは、マスターウイルス(MDV)と野生株ウイルスを低温状況下で一つの細胞に同時感染させることによって、各々の特徴を融合させる再集合化という手法で作成されている。特定病原体未感染卵(SPF)に、再集合体株を接種し、認可ウイルス複製目的で培養する。
A型インフルエンザには、Arbor/6/60-H2N2が、B型インフルエンザには、Arbor/1/66というタイプのMDVが使用されている。
低温馴化、温度感受性、および弱体化の表現型の元である6つの内部遺伝子断片は、MDVに由来する。また、2つの表面糖タンパク質、赤血球凝集素(HA)およびノイラミニダーゼ(NA)をコード化する2つの遺伝子断片は、野生型のインフルエンザウイルスに由来する。
したがって、FluMist Quadrivalentに含まれる4つのウイルスは、MDVの複製特性および表現型特性を維持しつつ、2013-2014年に流行した野生株ウイルスのHAおよびNAを表現している。
TSおよびATTの表現型については、
1. A型のMDVは、3つの異なる内部遺伝子断片中の少なくとも5つの遺伝部位が、
2. B型のMDVは、2つの異なる内部遺伝子断片中の少なくとも3つの遺伝部位が、

特性に関連している。
そして両者において、3つの遺伝子断片中の5つの部位がCA特性に寄与している。

## 不活化ワクチンとの違い
- 局所免疫IgA誘導により、発症予防効果が高い。
- 細胞性免疫を誘導することにより、ウイルス株が違っていても、発症を軽症化させる作用がある（交叉防御効果）。
- A型インフルエンザに対する、5歳未満児における発症予防効果は株一致で89.2%, 株不一致で79.2%[7]と驚異的である。（6か月〜7歳では発症予防効果は83%[8]。）
- ただし、株が一致していた場合では、成人においては、通常の不活化ワクチンの方が予防効果は高く、株が不一致の場合はフルミストの方が有効と思われる。CDCは、6か月〜18歳までの小児において、フルミストを推奨している[9]。
- 接種可能年齢は2歳〜49歳まで。
- 生ワクチンであるため、理論上、インフルエンザ様症状（熱、咳など）を発症する可能性はある（この場合抗インフルエンザ薬を服用すれば、速やかに治癒する）。ただし、接種適応内の健常人で、接種したためにインフルエンザを発症した報告は1例もない。また、同居する未接種の健常人（老人、妊婦、新生児含）にインフルエンザを発症させた報告も1例もない。
- CD4が下がった免疫不全者に、経鼻生ワクチンの接種は禁忌である。

## 有効性と勧告
米国予防接種諮問委員会（ACIP）は、2016-2017年、2017-2018年のインフルエンザシーズンに、これら鼻スプレーのワクチンを使用しないよう推奨していたが、2018-2019年では、効き目のなさそうだったH1N1が変更されたため使用中止の推奨を取りやめた。しかし2シーズンの間市場に出回っていなかったため、有効性に関するデータは存在しない。

## 歴史
2023年3月、経鼻弱毒生インフルエンザワクチンの2歳から19歳未満に対する使用について、日本で薬事承認された。

## 禁忌
- 5歳未満で喘息のある場合
- 成人で1年以内に喘鳴を認めた場合
- 妊娠中（授乳中は問題なし）
- 心疾患、肺疾患・喘息、肝疾患、糖尿病、貧血、神経系疾患、免疫不全などの慢性疾患を持つ場合
- 造血幹細胞移植など、重度の免疫不全の方と接触する場合
- 小児期や思春期で長期アスピリン内服中の場合
- 重度の卵白アレルギー
- インフルエンザワクチン接種後にギラン・バレー症候群になった場合（原則）